# Brunnenhaus (Kloster)

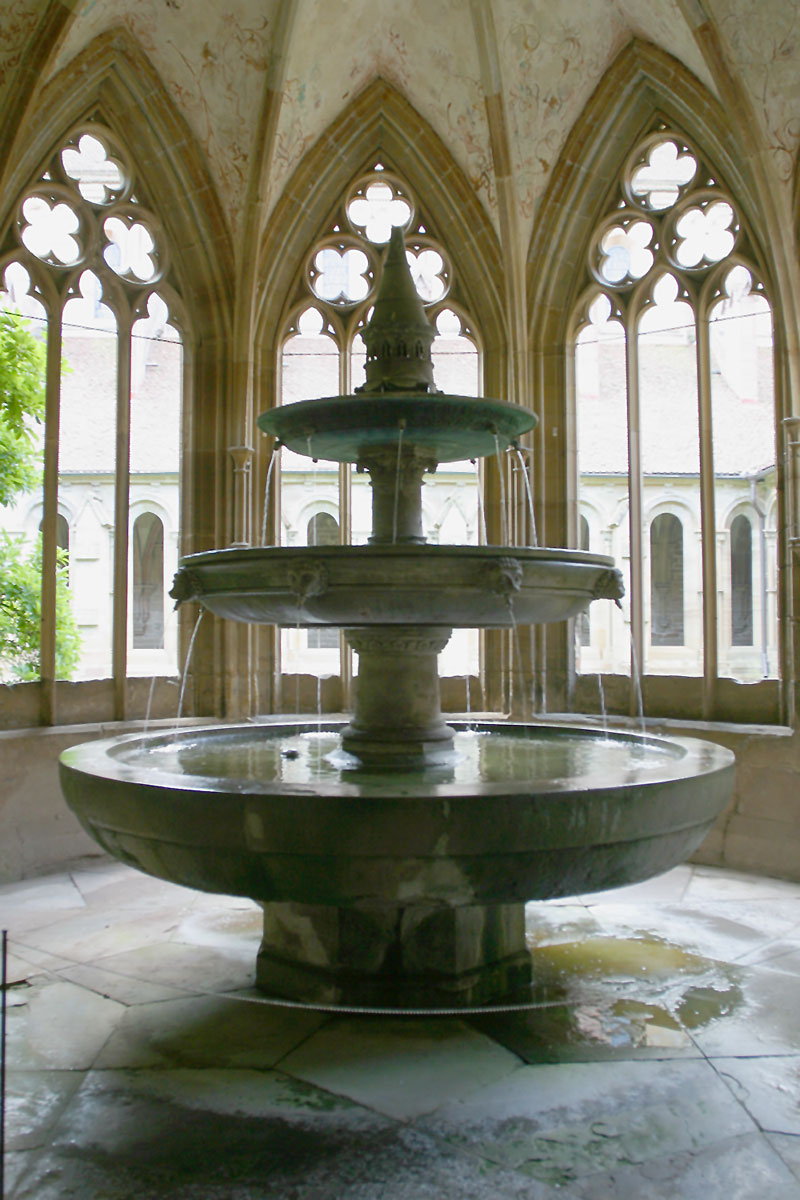
Rekonstruierte Brunnenschale im gotischen Brunnenhaus des Klosters Maulbronn

Das Brunnenhaus, auch Lavatorium  (von lavare [lat.] = waschen) oder Brunnenkapelle, ist ein meist rundes oder polygonales Gebäude über einem Brunnen, besonders an Kreuzgängen in romanischen und gotischen Klöstern.

## Funktion, Geschichte und Gestaltung
Das Brunnenhaus enthielt eine mit fließendem Wasser gespeiste Brunnenschale und diente in mittelalterlichen Klöstern meist als von der Ordensregel vorgeschriebener Waschraum. Das Brunnenhaus diente den Mönchen zum Händewaschen vor den Mahlzeiten und zum wöchentlichen Schneiden der Tonsur. Gelegentlich wird daher das Brunnenhaus selbst auch als Tonsur bezeichnet.
Ein Brunnenhaus lag üblicherweise auf der Innenseite des Kreuzgangs und bei Zisterzienserklöstern dem Refektorium (Speisesaal) gegenüber; es ragte also in den Kreuzganghof hinein. 

Brunnenhäuser wurden als kapellenartige Kleinarchitekturen mitunter gewölbt sowie künstlerisch reich gestaltet und ausgestattet. Das älteste erhaltene Brunnenhaus in Deutschland ist das des früheren Prämonstratenserklosters Unser Lieben Frauen zu Magdeburg (um 1150). 

Bildergalerie
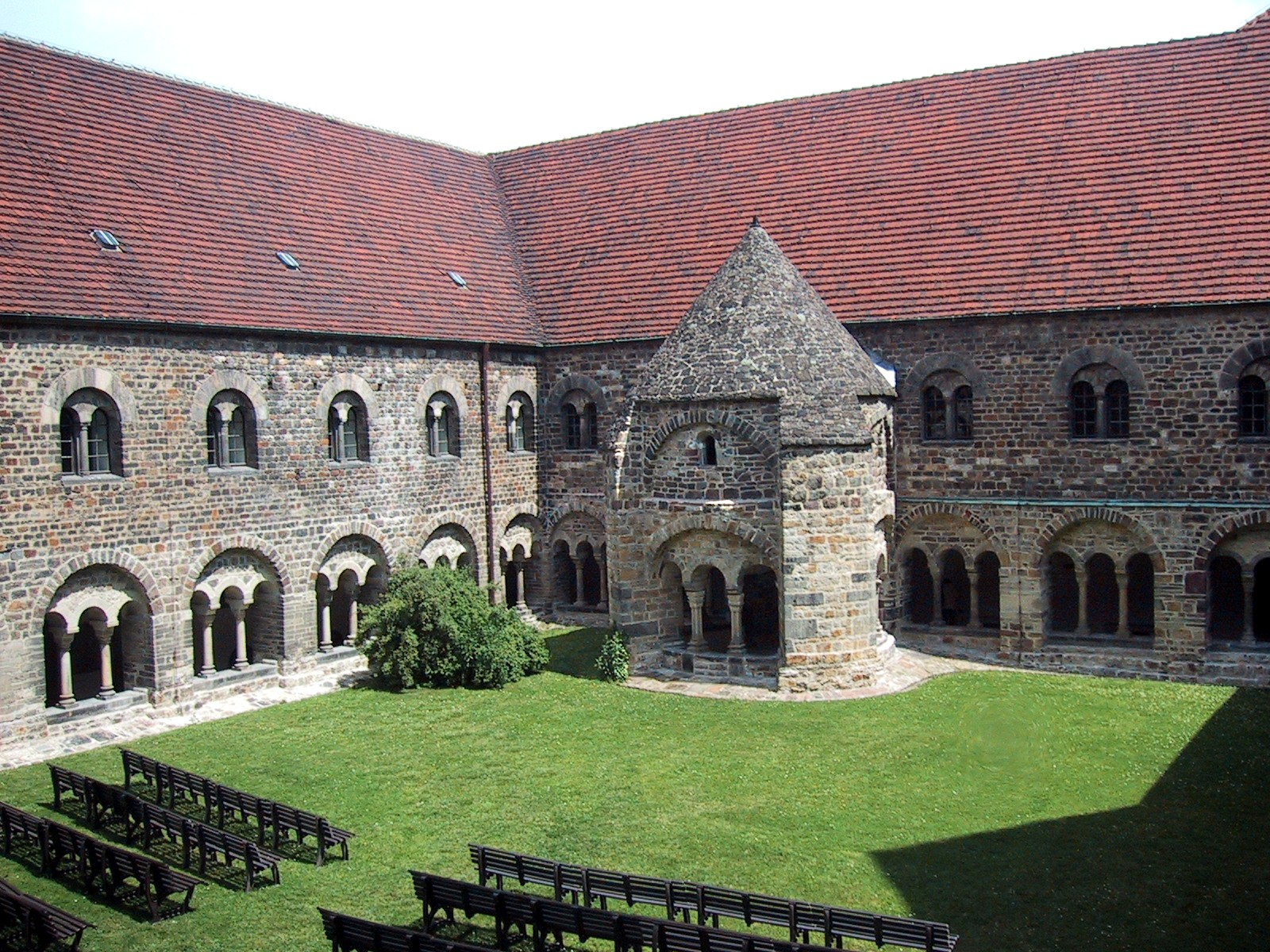
Brunnenhaus im Liebfrauenkloster Magdeburg
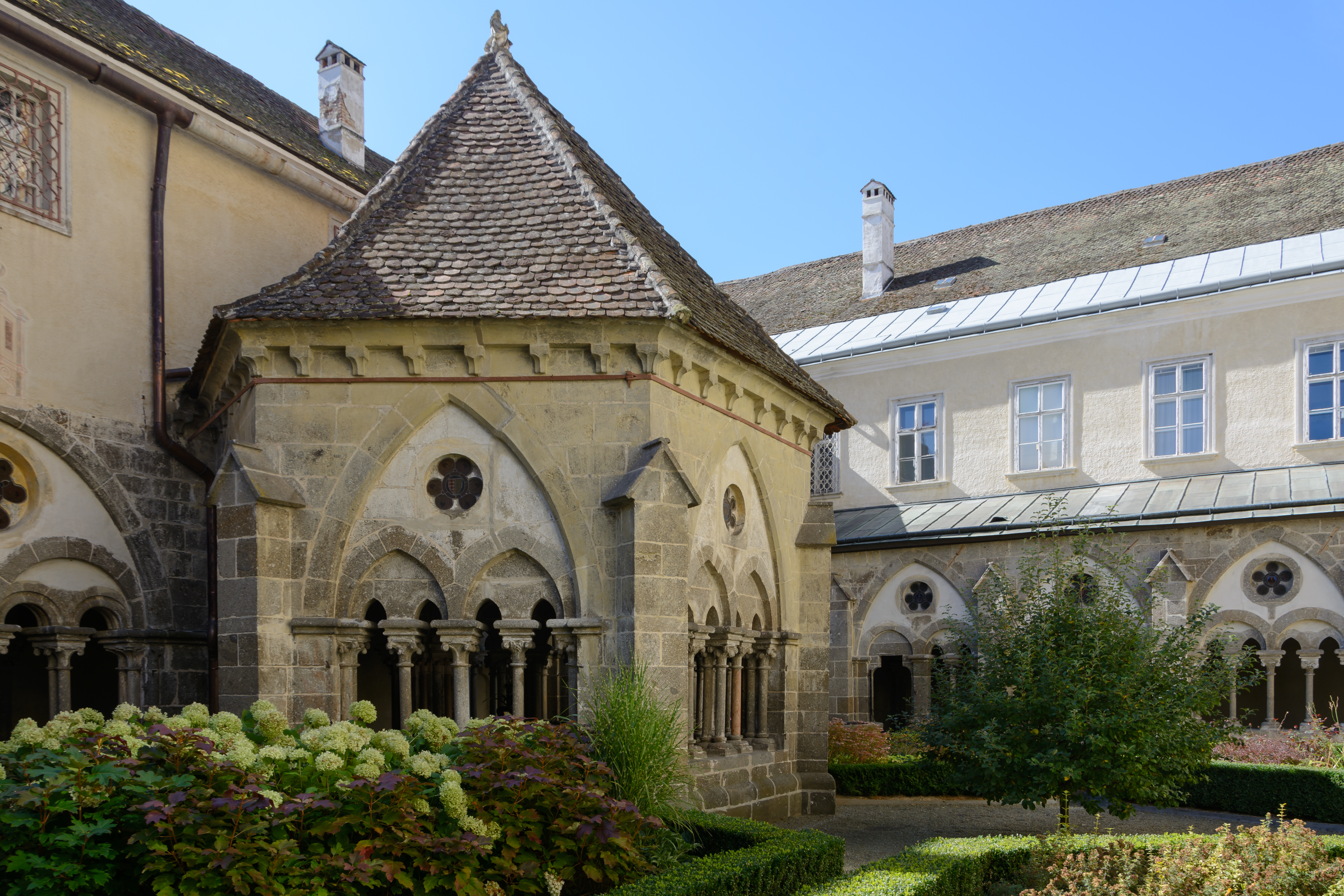
Brunnenhaus im Stift Zwettl
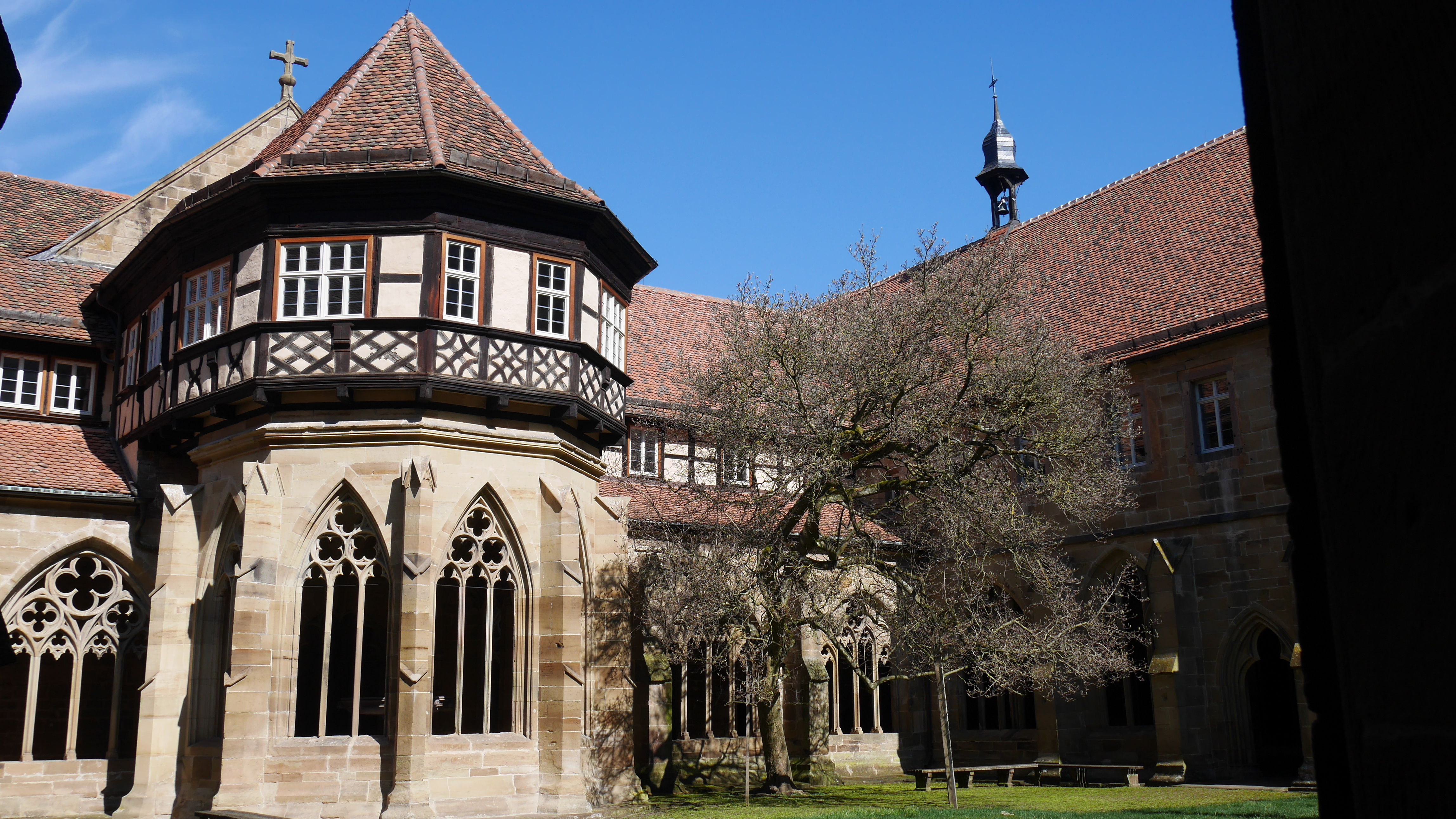
Brunnenhaus im Kloster Maulbronn (mit jüngerer Fachwerkaufstockung)
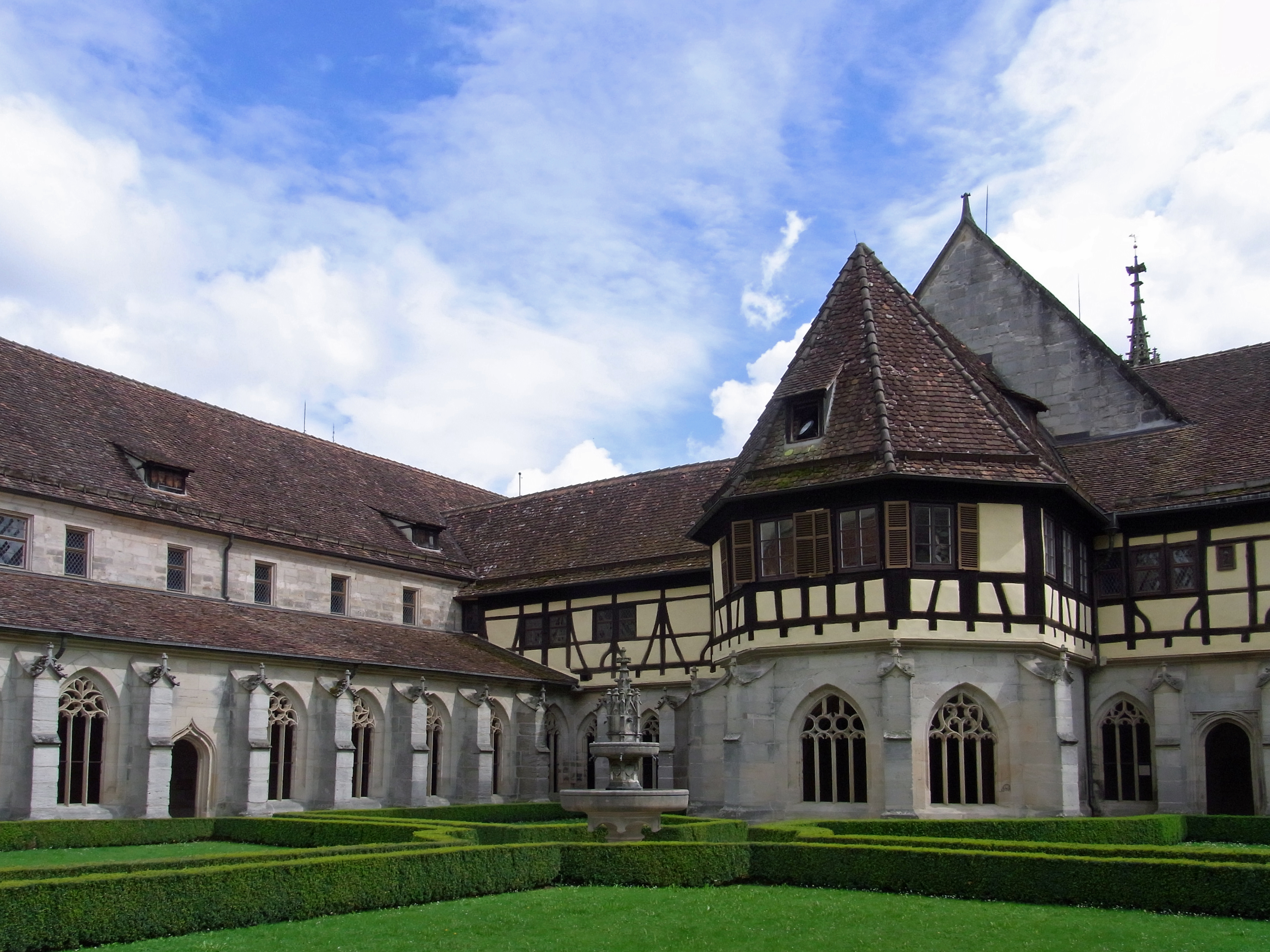
Brunnenhaus im Kloster Bebenhausen (mit jüngerer Fachwerkaufstockung)
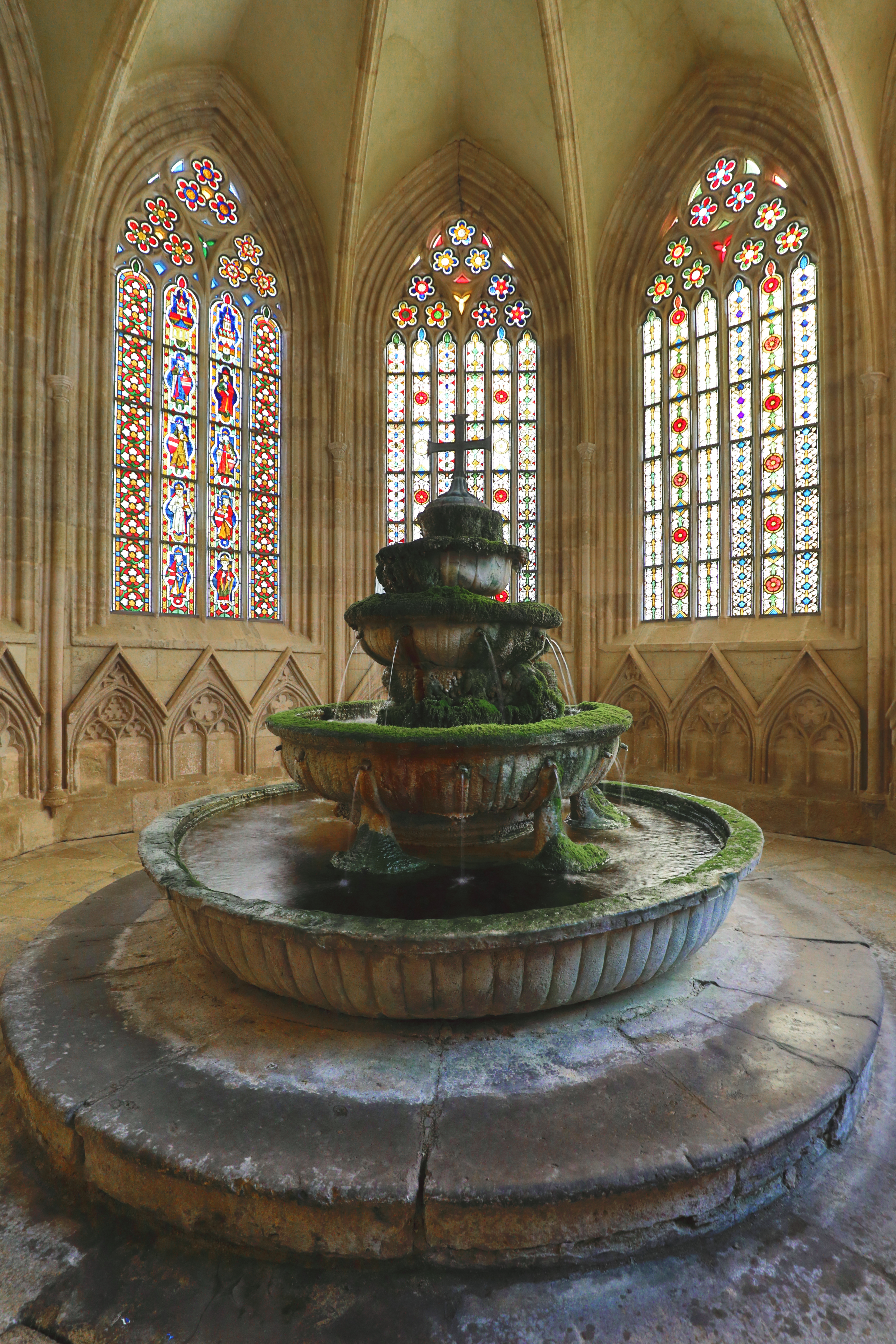
Brunnenhaus im Stift Heiligenkreuz
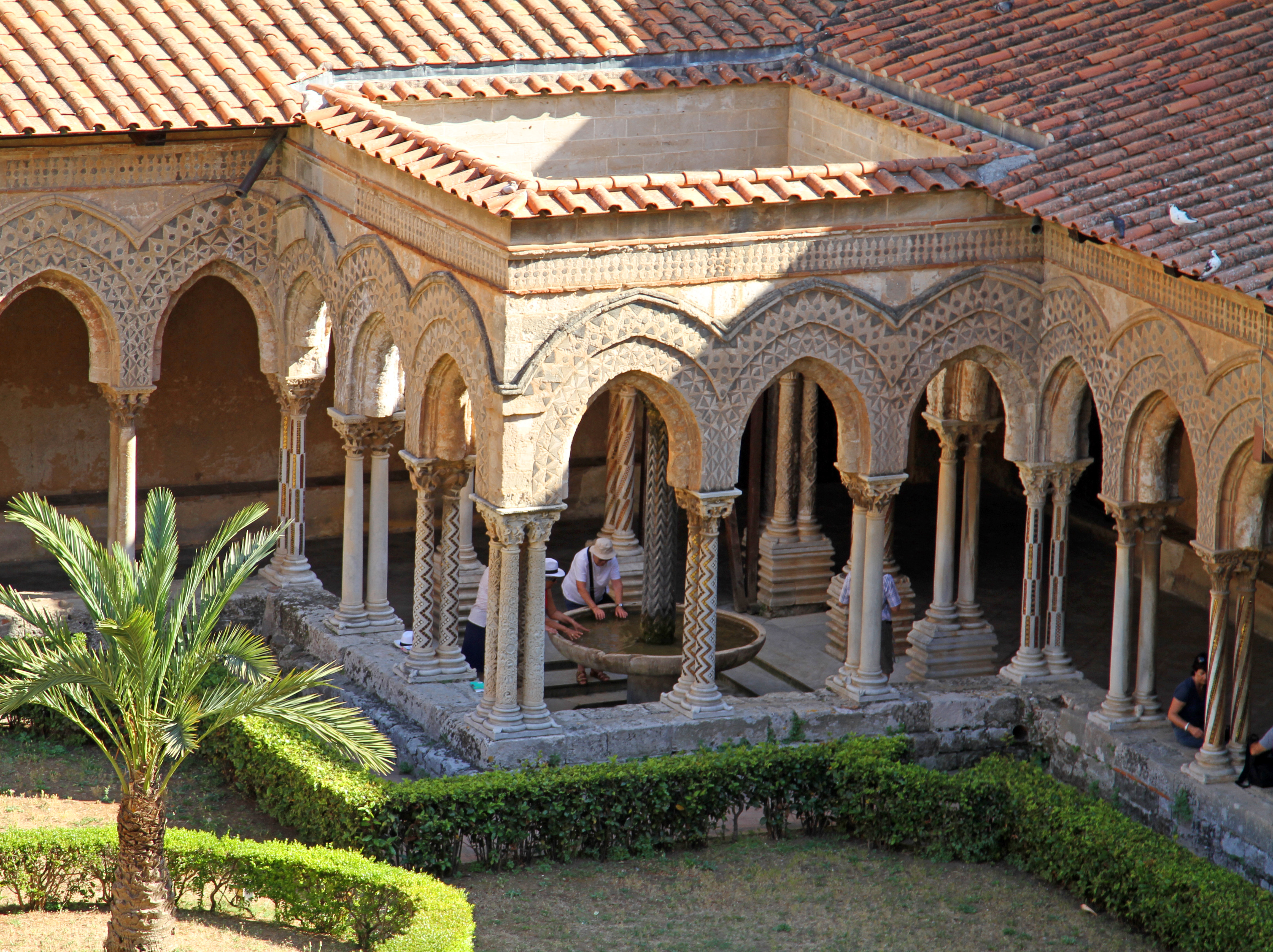
Brunnenhaus in der Kreuzgang-Ecke der Kathedrale von Monreale (Sizilien)